# Mixteco del suroeste de Puebla
El mixteco del suroeste de Puebla es una variedad de las lenguas mixtecas que se habla en los municipios de Chigmecatitlán y Acatlán de Osorio, en el estado de Puebla (México). También se le conoce como mixteco de Chigmecatitlán, pero sus hablantes le llaman dehe dau, cognado presente en todas las lenguas mixtecas que significa 'lengua de la lluvia'. Está clasificada como una lengua vigorosa por el Ethnologue, si bien en el Atlas Unesco de las lenguas en peligro la clasifica entre las lenguas definitivamente amenazadas. Existe poca información disponible sobre esta lengua. En Glottolog sólo se encuentran referencias de ella en tres fuentes.